# Agamja

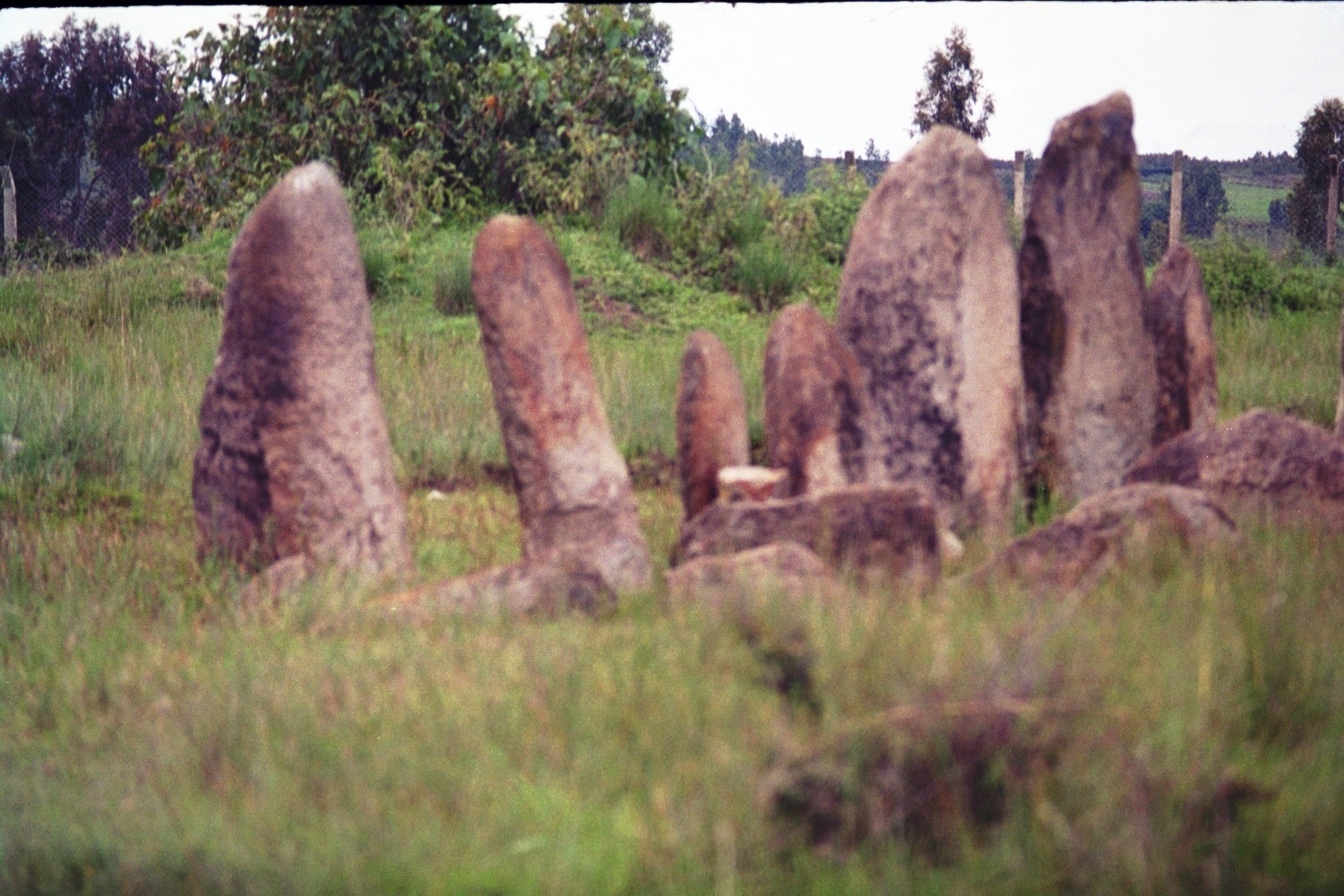
Imatge de Gurage

L'agamja és una llengua afroasiàtica classificada dins la branca de les llengües cuixítiques. Es parla a Gurage (Etiòpia). Ha estat identificada pels lingüistes Roger Blench i Mallam Dendo. No ha estat mai estudiada, així que és totalment desconeguda pels lingüistes.

## Estatus legal
La constitució d'Etiòpia precisa que totes les llengües del país gaudeixen del mateix reconeixement legal (capítol 1, article 5), però són els estats etíops els que han de desplegar els fonaments legals de l'ús de les llengües. És per això que el baiso no es beneficia gens de la llei. Estableix, a més, l'amhàric com a llengua instrumental de la comuncació federal.